# Kąpiąca się dziewczyna
Kąpiąca się dziewczyna – obraz autorstwa holenderskiego malarza Rembrandta datowany na 1654 rok.
Zaraz po namalowaniu dzieła pt. Batszeba w kąpieli, Rembrandt namalował kolejny zmysłowy obraz przedstawiający dziewczynę podczas toalety. Do obu obrazów pozowała, początkowo jego służąca a później jego towarzyszka życia, Hendrickje Stoffels. Pracowała ona u mistrza od 1649 roku. Pomagała mu w wychowywaniu syna Tytusa, zastępując mu matkę Saskię zmarłą w 1642 roku i dzieliła z nim trudy życia po bankructwie Rembrandta i przeprowadzce do ubogiej dzielnicy Amsterdamu. Największe oburzenie wzbudzał fakt wspólnego życia malarza i kobiety w nieformalnym związku, a po przyjściu na świat córki Kornelii, Hendrickje w 1654 roku została wezwana przed trybunał kościelny Oskarżono ją o prostytucję z Rembrandtem i wyłączono parę ze wspólnoty wiernych. Rembrandt malował nadal, dając wyraz swej miłości i fascynacji partnerce przedstawiając ją w różnych sytuacjach intymnych.
W Kąpiącej się dziewczynie przedstawił kobietę wchodzącą do wody, z podniesioną koszulą i z wyraźnym uśmiechem na twarzy. Za nią leżą jej szaty a ich barwa i materiał wskazują, iż mamy do czynienia z kimś wysoko urodzonym. Nie wiadomo czy miała to być postać biblijna czy historyczna. Rembrandt nie ukończył obrazu, pośpiesznie naszkicował jedynie główne wątki a suknia kobiety, ręce i nogi są namalowane skrótowo i niedokładnie. Być może miała to być alegoria obecnego stanu majątkowego Rembrandta. Wcześniej bogaty i sławny, poważany tam gdzie mieszkał, teraz zbankrutowany i wyjęty poza nawias społeczności, wciąż jednak pozostający tym samym człowiekiem, tym samym mistrzem. Nagi, niczym się nie różnił od malarza sprzed 1642 roku. Tylko szaty miały przypominać o jego świetności.
Mimo iż dzieło jest niedokończone Rembrandt sygnował je i datował na odwrocie: „REMBRANDT F 1654” Obraz w 1831 roku został przekazany do National Gallery w Londynie po śmierci Holwella Carra